# Ахмед Карахисари
Ахмед Карахисари (полное имя Ахмед Шемседдин Карахисари, тур. Ahmed Şemseddin Karahisârî), 1468—1566) — османский каллиграф.

## Биография
Имя при рождении Ахмед Шемседдин, прозвище Карахисари происходит от города Карахисара, в котором родился. Точная дата рождения неизвестно, предположительно, около 1468-69 годов. О раннем периоде жизни известно мало. В начале правления Баязида Карахисари поехал на учёбу в Стамбул, и остался там до конца жизни.
Учился у суфиев. Кто обучил Карахисари каллиграфии неизвестно. Мюстакимзаде полагает, что его обучил Яхья-Суфи, но сам Карахисари всегда называл своим учителем Эсадуллаха Кирмани.
Согласно записям, в 1545 году работал при суде султана, но точная дата неизвестна.
В отличие от многих османских каллиграфов своего времени, не следовал стилю шейха Хамдуллаха. Вместо этого он хотел вернуться к стилю Якута аль-Муста’сими, который использовался до шейха Хамдуллаха. Карахисари улучшил стили насх и. Впрочем, стиль Карахисари не получил широкого распространения, в отличие от стилей шейха Хамдуллаха и Хафиза Османа.
С учётом техники и улучшений, сделанных в области каллиграфии, Карахисари считается одним из трёх важнейших каллиграфов наряду с шейхом Хамдуллахом и Хафизом Османом. Один из учеников Карахисари, Хасан Челеби, стал столь же известен, как и учитель. Челеби был рабом, прислуживавшим у Карахисари, но каллиграф освободил его, усыновил и обучил искусству каллиграфии.
Перу Карахисари принадлежат некоторые из лучших мусхафов, расположенные во дворцах османских султанов. Лучшая его работа находится во дворце Топкапы. Другие — в музее Топкапы и Стамбульском музее.
Умер в Стамбуле в возрасте более 90 лет. Эпитафию написал его приёмный сын Хасан Челеби.

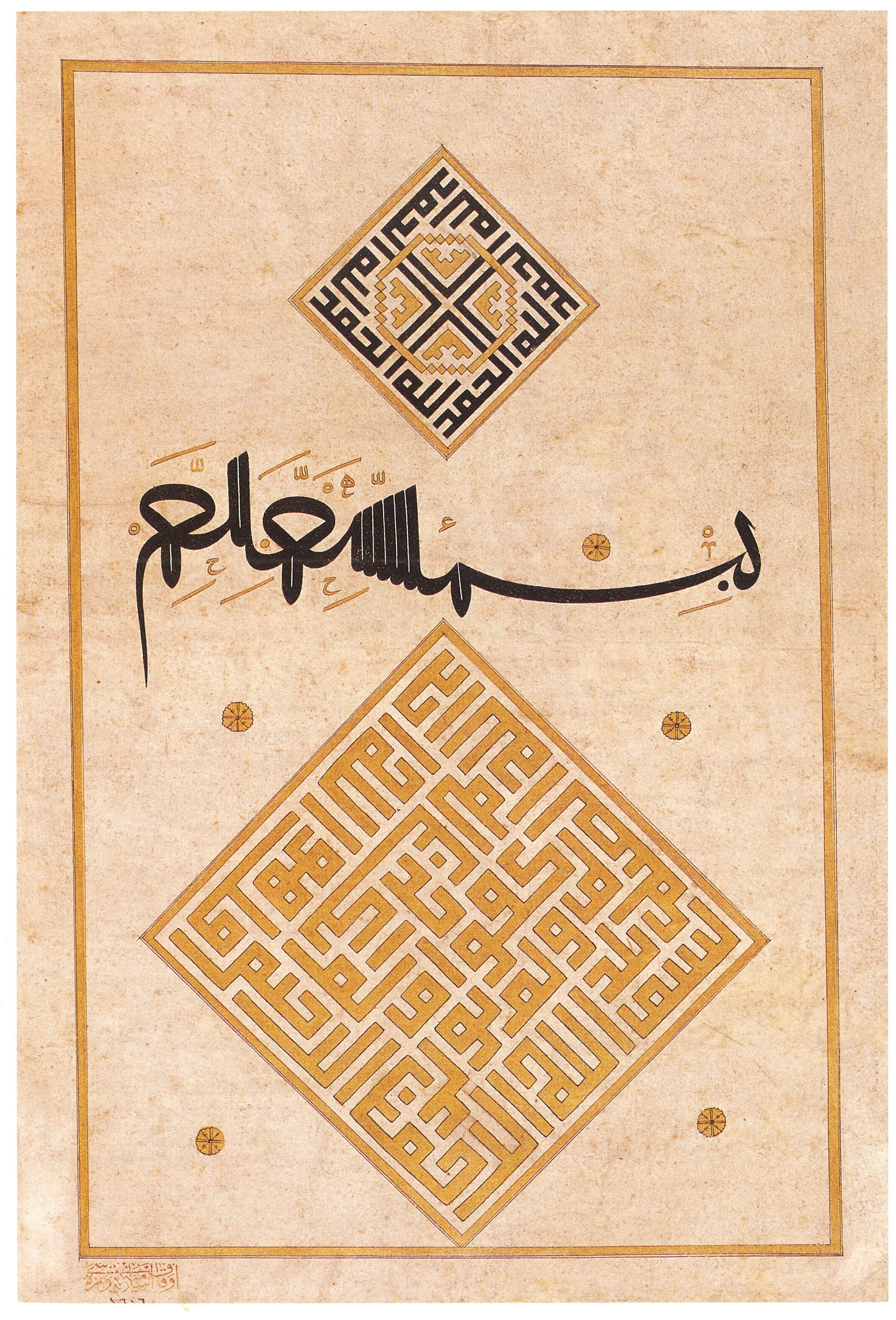
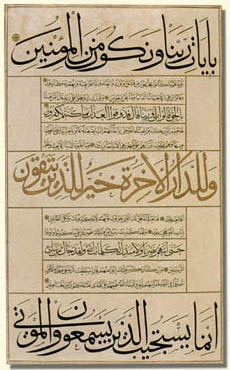
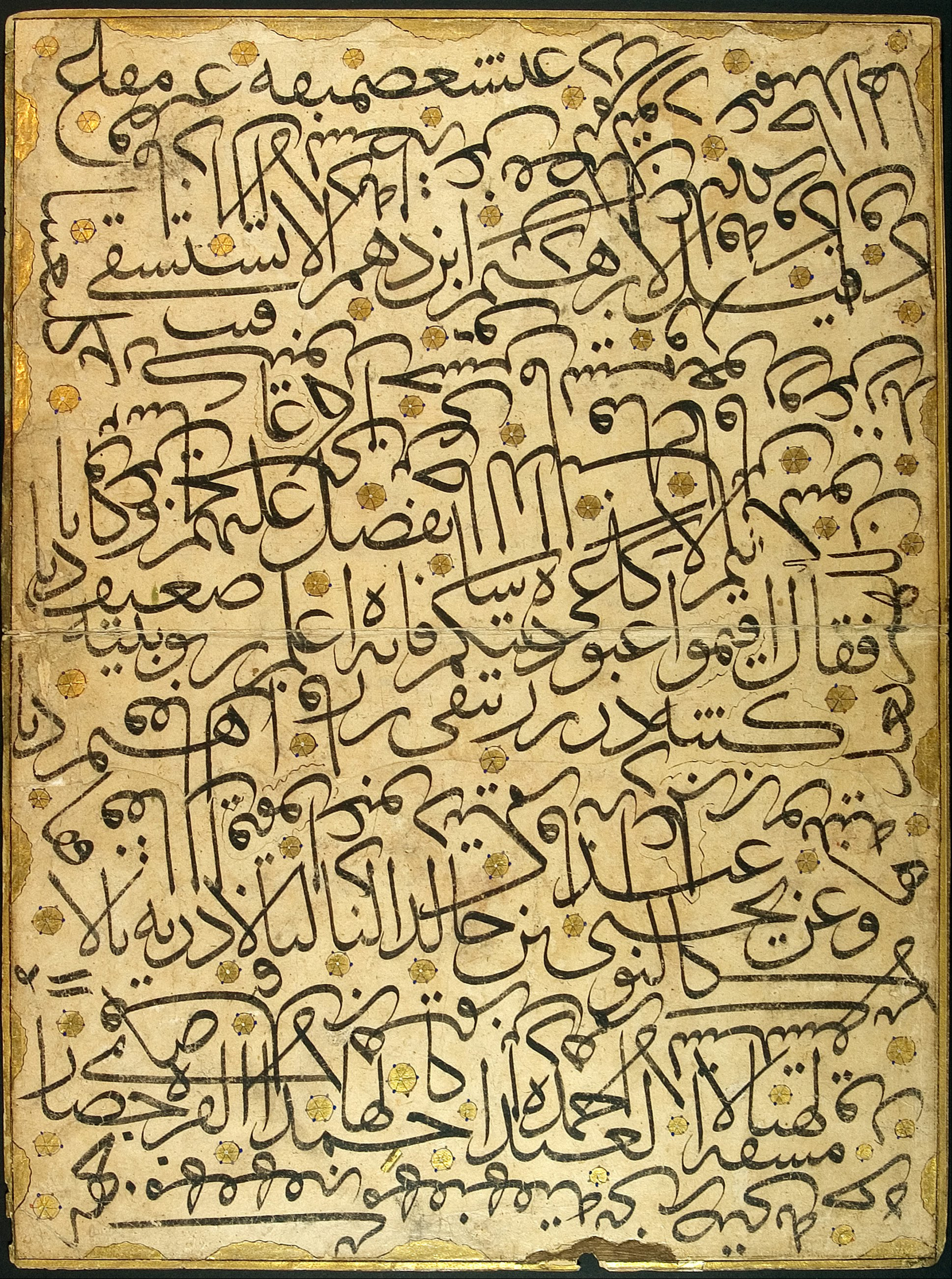